# Shibetsu
Shibetsu (jap. 士別市, -shi) ist eine Stadt in der Unterpräfektur Kamikawa auf der Insel Hokkaidō (Japan).

## Geographie
Shibetsu liegt südlich von Wakkanai und nördlich von Asahikawa.

## Geschichte
Die Ernennung zur Shi erfolgte am 1. Juli 1954.

## Sport
Im Ortsteil Asahichō-chūō befindet sich die Asahi-Sanbōdai-Schanze als Trainingszentrum für Skispringer.

## Verkehr
Durch Shibetsu führen die Nationalstraßen 40 und 239. Der Bahnhof Shibetsu liegt an der Sōya-Hauptlinie von JR Hokkaido.

## Söhne und Töchter der Stadt
- Shin Takahashi (* 1967), Mangaka

## Städtepartnerschaften
- Goulburn

## Angrenzende Städte und Gemeinden
- Nayoro